# Brachychthonius laevis
Brachychthonius laevis är en kvalsterart som först beskrevs av Arthur P. Jacot 1938.  Brachychthonius laevis ingår i släktet Brachychthonius och familjen Brachychthoniidae. Inga underarter finns listade.